# Túnel de la Calle 63
El Túnel de la Calle 63 actualmente transporta la línea de la Calle 63 IND del metro de la ciudad de Nueva York bajo el Río Este entre los boroughs de Manhattan y Queens. Es el túnel más nuevo en cruzar el Río Este, conectando así el área metropolitana de Nueva York. La construcción inició a finales de los años 1960; la sección final, que conecta lo que había sido el "servicio muerto" de Long Island City a la línea Queens Boulevard, que abrió en 2001. A diferencia de los otros túneles que bordeaban el río, la parte del río del Túnel de la Calle 63 usó el método de construcción de tubo sumergido. Se construyeron trincheras en el lecho del río, y se colocaron a flote secciones prefabricadas de hormigón del túnel en la posición y luego fueron hundidas en las trincheras. En otras partes del túnel se construyeron usando el método de cavar y cubrir. El túnel también sirve una estación en la isla Roosevelt, así como una estación bajo la Avenida Lexington, que servirán como un punto de transferencia a la Línea Broadway (los actuales planes son el de ampliar el Servicio del tren Q) cuando la primera fase de la línea de la Segunda Avenida empiece a funcionar.
El túnel tiene dos niveles.  Actualmente, el servicio F usa el nivel superior, conectando a la línea Queens Boulevard en Queens a la línea de la Sexta Avenida en Manhattan vía la línea de la Calle 63 IND. También hay una conexión sin usar de la línea Broadway. El nivel inferior no se usa, sin embargo fue diseñada para el proyecto East Side Access del Ferrocarril de Long Island, lo que atraerá trenes de cercanías de la LIRR  a la Terminal Grand Central en 2015.
- Datos: Q4641994